# Жеффрион, Блэйк
Блэйк Жеффрио́н (англ. Blake Geoffrion; 3 февраля 1988, Плантейшен, Флорида, США) — американский хоккеист франкоканадского происхождения. Играл на позиции центрального нападающего.

## Карьера
Блэйк Жеффрион, представитель известной в североамериканском хоккее семьи, выбранный на драфте НХЛ 2006 года командой «Нэшвилл Предаторз», к тому времени, несмотря но свой юный (18 лет) возраст, уже имел опыт международных выступлений за юниорскую сборную США.
Он стал первым игроком НХЛ в четвёртом поколении.
До него за «Канадцев» играли его отец Дэн Жеффрион, дед Берни Жеффрион и прадед (отец бабушки по отцовской линии) Хоуи Моренц (двое последних включены в Зал Славы НХЛ).
В «Нэшвилле» Блэйк Жеффрион, получивший от одноклубников прозвище «Бумер», носил номер «5» в дань уважения своему деду Берни Жеффриону, известному под прозвищем «Бум-Бум», который играл под этим номером.
В номере «57», который Блэйк взял в «Канадиенс», он объединил номера своих знаменитых родственников: «5» — номер Берни Жеффриона, «7» — номер Хоуи Моренца.
Прежде, чем присоединиться к выбравшей его команде, форвард 4 года отыграл за хоккейную команду Висконсинского университета, в составе которой в 2010 году получил Приз Хоби Бейкера — награду лучшему хоккеисту NCAA.
В феврале 2011 года Блэйк Жеффрион дебютировал в НХЛ в матче против «Даллас Старз», а уже в марте сделал первый в карьере «хет-трик», забросив 3 шайбы в ворота «Баффало».
17 февраля 2012 года Блэйк был обменян в «Монреаль Канадиенс» на защитника Хэла Гилла. Таким образом, молодой форвард стал представителем четвёртого поколения своей семьи, который надел форму «Канадцев» — уникальное достижение в современной истории НХЛ.

### Травма
10 ноября 2012 года Блэйк Жеффрион, выступавший за «Гамильтон Булдогс», в матче АХЛ против «Сиракьюз Кранч» получил серьёзную травму черепа и сотрясение мозга. 4 месяца спустя, в марте 2013 года, форвард, все ещё не восстановившийся после травмы, уведомил руководство клуба о намерении завершить профессиональную карьеру в связи с серьёзными опасениями за своё здоровье.

## Карьера в сборной
В 2006—2008 годах Блэйк Жеффрион провёл 19 матчей за юниорскую и молодёжную сборные США. С обеими командами юный форвард достиг значительных успехов, выиграв с юниорской сборной чемпионат мира, а с молодёжной командой став обладателем бронзовых медалей мирового первенства.

## Достижения
Личные
Обладатель Приза Хоби Бейкера (2010)
Командные
- Юниорская сборная:

Чемпион мира (2006)
- Молодёжная сборная:

Бронзовый призёр чемпионата мира (2007)